# Volkswagen Corrado
Volkswagen Corrado – samochód sportowy klasy kompaktowej produkowany przez niemiecką markę Volkswagen w latach 1988 - 1995.

## Historia i opis modelu

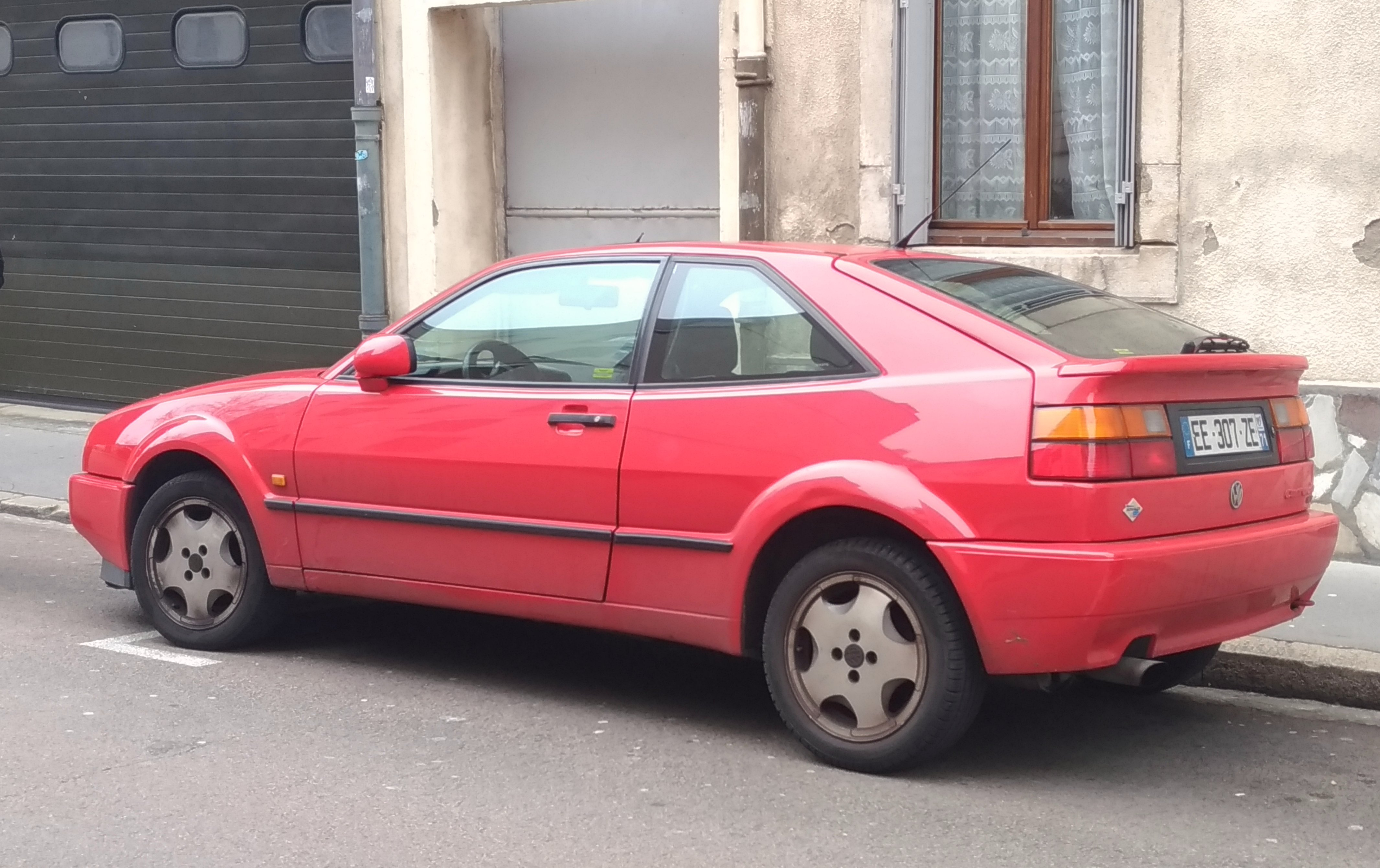
Volkswagen Corrado - tył

Prace nad prototypem nowego coupé Volkswagena rozpoczęto w 1987 roku. Do budowy zastosowano płytę podłogową z Passata B3 w tylnej części, przód był wspólny z Golfem i Jettą, dzięki temu wiele części mechanicznych było zamiennych z innymi Volkswagenami. Taśmy produkcyjne w latach 1988 - 1995 opuściło 97 521 pojazdów, z czego 73 055 przeznaczonych na rynek europejski. W rzeczywistości, Volkswagen produkowało tylko 20% niezbędnych elementów, pozostałe 80% to wytwór Karmanna.
Początkowo Corrado miało być trzecią wersją Scirocco, lecz ze względu na o wiele wyższą masę i cenę, Volkswagen zdecydował się na zmianę nazwy, która początkowo miała brzmieć Typhoon czyli Tajfun. Nazwa ta była jednak zarejestrowana jako znak towarowy dla samochodów ciężarowych General Motors, stąd nie mogła zagościć w tym modelu Volkswagena. Wybrano nazwę Corrado, od hiszpańskiego słowa correr, co znaczy biegać. Pomimo wysokiej wagi, przednionapędowe Corrado oferowało wyjątkowe właściwości jezdne, ustępowało jednak modelowi Scirocco. Ponadto znalazło się na prestiżowej liście "25 samochodów, którymi musisz pojeździć przed śmiercią" ogłoszonej przez brytyjski magazyn "Car". Samochód do dziś ma wielu entuzjastów na całym świecie, którzy wciąż czerpią radość z jego możliwości.
Debiut Volkswagena Corrado odbył się w 1988 roku, posiadał on początkowo dwa silniki o pojemności 1.8: 16-zaworowy o mocy 139 KM jako model podstawowy, oraz doładowany 8-zaworowy znany jako G60 produkujący 160 KM. Nazwa G60 wywodzi się od sprężarki mechanicznej typu G montowanej w tymże modelu, jej przekrój przypomina literę "G". 
W sierpniu 1991 roku wprowadzono do produkcji dwie nowe wersje silnikowe. Pierwsza o pojemności 2.0 16V o mocy 136 KM a druga o pojemności 2.9 VR6 o mocy 190 KM. Konstrukcja silnika VR6 była rewolucyjna w owym czasie, ze względu połączenie zalet silników widlastych oraz rzędowych i poprzez umiejscowienie cylindrów pod kątem 15° w pojedynczej głowicy. Pozwoliło to na zmieszczenie silnika 6-cylindrowego w miejsce 4-cylindrowego. W 1993 roku wprowadzono do oferty silnik 2.0 8v o mocy 115 KM. Wszystkie jednostki miały do wyboru 2 skrzynie; 5-biegową manualną i 4-biegową automatyczną.
W sierpniu 1991 roku wraz z wprowadzeniem silników 2.0 i VR6, Corrado przeszło facelifting nadwozia. Zmianom uległy błotniki przednie, maska, grill, reflektory, pas przedni, listwy boczne oraz zderzaki wraz z kierunkowskazami i halogenami. Dodatkowo zbiornik paliwa został powiększony z 55 l do 70 l, bagażnik pomniejszony z 300 l do 235 l (po złożeniu oparcia kanapy - 810l), Wprowadzono także nowe kolory nadwozia oraz nowe wersje kolorystyczne tapicerki. Rok później we wnętrzu zmianie uległa deska rozdzielcza wraz z zegarami i boczki drzwi.
W USA Corrado gościło od stycznia 1989 roku do lipca 1994 roku i oferowało w gamie tylko silniki VR6 i G60. Wersja VR6 przeznaczona na rynek północnoamerykański ograniczyła się do 7000 egzemplarzy, nosiła przydomek Corrado SLC (Sport Luxury Coupe) oraz względem wersji europejskiej miała ograniczoną pojemność do 2.8l i moc do 174 KM. Corrado na rynek USA różniło się kilkoma detalami takimi jak pomarańczowe kierunkowskazy przednie (przed faceliftingiem), brak miejsca na przednią tablice rejestracyjną, światła obrysowe w przednim zderzaku, inne lampy przednie i tylne, tylna blenda pod rejestrację przystosowana pod amerykańskie tablice, brak tylnego ucha holowniczego, trzecie światło stopu, dodatkowo w wersjach kanadyjskich występowały czasami zaślepki na halogeny. We wnętrzu różnice dotknęły deskę rozdzielczą, zegary, kierownicę oraz automatyczne pasy bezpieczeństwa.
Corrado VR6 było godnym konkurentem dla aut sportowych wyższej klasy takich jak Porsche 944 czy 968. Można to zauważyć też w Wolfsburgu, gdzie główny inżynier Herbert Schuster sam nazywa go "volks-porsche".
Wyprodukowano 97 521 egzemplarzy.

### Edycje specjalne
- Storm - W Europie produkcja zakończyła się limitowaną edycją "Storm" dostępną tylko w Wielkiej Brytanii. Dwa dyskretne znaczki, grill w kolorze nadwozia, 15-calowe felgi BBS "Solitude" i standardowo montowane elementy dotychczas dostępne za dopłatą odróżniały model "Storm" od bazowego VR6. Wyprodukowano tylko 500 sztuk: 250 w kolorze LC6U Classic Green ze skórzanym wnętrzem w kolorze kremowym i 250 w kolorze LC5L Mystic Blue (dostępnym tylko w wersji "Storm") ze skórzanym wnętrzem w kolorze czarnym.

- Campaign - Pierwsze 6 sztuk VR6 na rynek Wielkiej Brytanii. Wyróżniały się skórzanym wnętrzem Recaro w kolorze czerwonym z fioletowymi wstawkami. Wersja "Campaign" wyszła tylko w jednym kolorze LC5P (Dusty Mauve Pearl Effect)
- Jet - W Niemczech występowała wersja specjalna "Jet", wypuszczona w 1991 roku i produkowana do 1992 (roku 1 419 sztuk). Wyposażona w silnik G60 wyróżniała się innym wnętrzem w 4 kolorach: czarny, niebieski, czerwony i fioletowy, były to ostatnie modele G60.
- Estoril - Na rynku włoskim i szwajcarskim można spotkać wersję "Estoril" wyposażoną w koła "Estoril".
- Exclusive - Produkowana od 1992 do 1993 roku (1 338 sztuk) wersja na rynek niemiecki. Wersja ta wyróżniała się grillem w kolorze nadwozia, wychodziły w niej tylko 2.0 16V i VR6 w kolorze LC4U (Violet touch pearl effect). Posiadała w standardzie elektryczny szyberdach, centralny zamek, elektryczne sterowanie szyb oraz dodatkowe zegary (tylko w VR6)

Powstało także kilka prototypów m.in. Corrado Cabrio, Corrado pickup i Corrado Magnum (shooting brake). Ostatni z nich został opracowany przez firmę konstrukcyjną PEGAM z Osnabrück i wykonany przez hamburską firmę „Projekty i Technika”. Kombi miało mniejszy współczynnik oporu powietrza od coupe. Przestrzeń bagażowa po złożeniu kanapy powiększyła się do 4901 l. Początkowo zamierzano wyprodukować 100 egzemplarzy Magnum, projektu tego jednakże nie zrealizowano i finalnie powstały tylko 2 egzemplarze prototypowe.

### Wyposażenie
W każdym modelu jest spojler wysuwany automatycznie przy prędkości 120 km/h w wersjach europejskich i przy 80 km/h w wersjach na rynek USA i Szwajcarię, a chowany poniżej 20 km/h, można także sterować nim ręcznie. Spojler ten przy ok. 160 km/h dociska tylna oś nawet do 60 kg. Podobne rozwiązanie zastosowano w Porsche 911 (964). Z wyposażenia podstawowego można między innymi wyróżnić ABS, elektryczne sterowanie lusterek, komputer pokładowy (wskazujący m.in. chwilowe spalanie, temperaturę oleju, temperaturę na zewnątrz, ciśnienie w kolektorze ssącym, wskaźnik obrotów w formacie cyfrowym, w sumie 18 różnych funkcji), halogeny i alufelgi. W opcji natomiast dostępne były m.in. skórzana tapicerka (w kolorze czarnym, szarym lub kremowym), klimatyzacja, tempomat, dodatkowe wskaźniki ciśnienia oleju i ładowania, 2 poduszki powietrzne, szyberdach, spryskiwacze reflektorów. Niektóre modele wyposażone były w kubełkowe, elektrycznie regulowane fotele Recaro w trzech możliwych wersjach: pełna skóra - 1846 sztuk, pół skóra - 1734 sztuki i zwykły materiał - 676 sztuk. Wersje z silnikiem VR6 miały w standardzie dzieloną tylna kanapę, 3-ramienną kierownicę i EDS.

### Produkcja
Przybliżona liczba wyprodukowanych egzemplarzy w poszczególnych latach produkcji:
- Rok modelowy 1989 – 14 320 (w tym 5622 z roku 1988)
- Rok modelowy 1990 – 26 971
- Rok modelowy 1991 – 17 279
- Rok modelowy 1992 – 17 052
- Rok modelowy 1993 – 11 503
- Rok modelowy 1994 – 5847
- Rok modelowy 1995 – 4549

Eksport:
- Europa - 73 055 (w tym Niemcy - 44 025)
- USA - 19 814
- Kanada - 2817
- Inne kraje - 1835

### Dane techniczne
| Wersja             | Oznaczenie         | Silnik                         | Układ zasilania       | Średnica × skok tłoka | Moc                                | Moment obrotowy            | 0-100 km/h         | V-max              | Waga               | Śr. spalanie       | Lata produkcji |
| Silniki benzynowe: | Silniki benzynowe: | Silniki benzynowe:             | Silniki benzynowe:    | Silniki benzynowe:    | Silniki benzynowe:                 | Silniki benzynowe:         | Silniki benzynowe: | Silniki benzynowe: | Silniki benzynowe: | Silniki benzynowe: |                |
| ------------------ | ------------------ | ------------------------------ | --------------------- | --------------------- | ---------------------------------- | -------------------------- | ------------------ | ------------------ | ------------------ | ------------------ | -------------- |
| 2.0 8v             | 2E/ADY             | R4 (1984 cm³), SOHC            | wtrysk Digifant/Simos | 82,50 mm × 92,80 mm   | 115 KM (85 kW) przy 5400 obr./min  | 166 N•m przy 3200 obr./min | 10,5 s             | 200 km/h           | 1210 kg            | 7,9 l/100 km       | 04.93-07.95    |
| 2.0 16v            | 9A                 | R4 (1984 cm³), DOHC            | wtrysk Bo KE-Mot      | 82,50 mm × 92,80 mm   | 136 KM (100 kW) przy 5800 obr./min | 180 N•m przy 4400 obr./min | 9,3 s              | 210 km/h           | 1210 kg            | 8,6 l/100 km       | 08.91-07.95    |
| 1.8 16v            | KR                 | R4 (1781 cm³), DOHC            | wtrysk Bo K-Jet       | 81,00 mm × 86,40 mm   | 139 KM (102 kW) przy 6300 obr./min | 162 N•m przy 4800 obr./min | 9,1 s              | 213 km/h           | 1160 kg            | b/d                | 04.89-07.92    |
| 1.8 G60            | PG                 | R4 (1781 cm³), SOHC, kompresor | wtrysk Digifant       | 81,00 mm × 86,40 mm   | 160 KM (118 kW) przy 5600 obr./min | 225 N•m przy 3800 obr./min | 8,3 s              | 225 km/h           | 1115 kg            | 9,0 l/100 km       | 09.88-07.93    |
| 2.8 VR6 SLC        | AAA                | VR6 (2792 cm³), SOHC           | wtrysk Bo Mot         | 81,00 mm x 90,30 mm   | 174 KM (128 kW) przy 5800 obr./min | 235 N•m przy 4200 obr./min | 7,1 s              | 233 km/h           | 1285 kg            | 9,6 l/100 km       | 08.91-07.94    |
| 2.9 VR6            | ABV                | VR6 (2861 cm³), DOHC           | wtrysk Bo Mot         | 82,00 mm × 90,30 mm   | 190 KM (140 kW) przy 5800 obr./min | 245 N•m przy 4200 obr./min | 6,9 s              | 235 km/h           | 1285 kg            | 9,7 l/100 km       | 08.91-07.95    |